# Eupanacra tiridates
Eupanacra tiridates är en fjärilsart som beskrevs av Jean Baptiste Boisduval 1875. Eupanacra tiridates ingår i släktet Eupanacra och familjen svärmare. Inga underarter finns listade i Catalogue of Life.